# Ендрю Куомо
Aндрю Куомо (на английски: Andrew Cuomo) е американски политик, автор, адвокат, губернатор на щата Ню Йорк от 2011 г. Член на Демократическата партия. Избран е на същата позиция, която баща му, Марио Куомо, заема за три мандата.
Роден е в град Ню Йорк. Завършва Университета Фордам. Започва кариерата си като ръководител на кампанията на баща си, след което работи като помощник окръжен прокурор в Ню Йорк, преди да започне частната си правна практика. От 1990 до 1993 г. оглавява Нюйоркската комисия за бездомните.
През март 2020 г. Ню Йорк става епицентър на пандемията от коронавирус в САЩ, а Куомо става известен с брифингите си, в които често критикува действията на президента Доналд Тръмп относно кризата.